# Hypericum aegypticum
Hypericum aegypticum är en johannesörtsväxtart. Hypericum aegypticum ingår i släktet johannesörter, och familjen johannesörtsväxter.

## Underarter
Arten delas in i följande underarter:
- H. a. aegypticum
- H. a. maroccanum
- H. a. webbii

## Bildgalleri

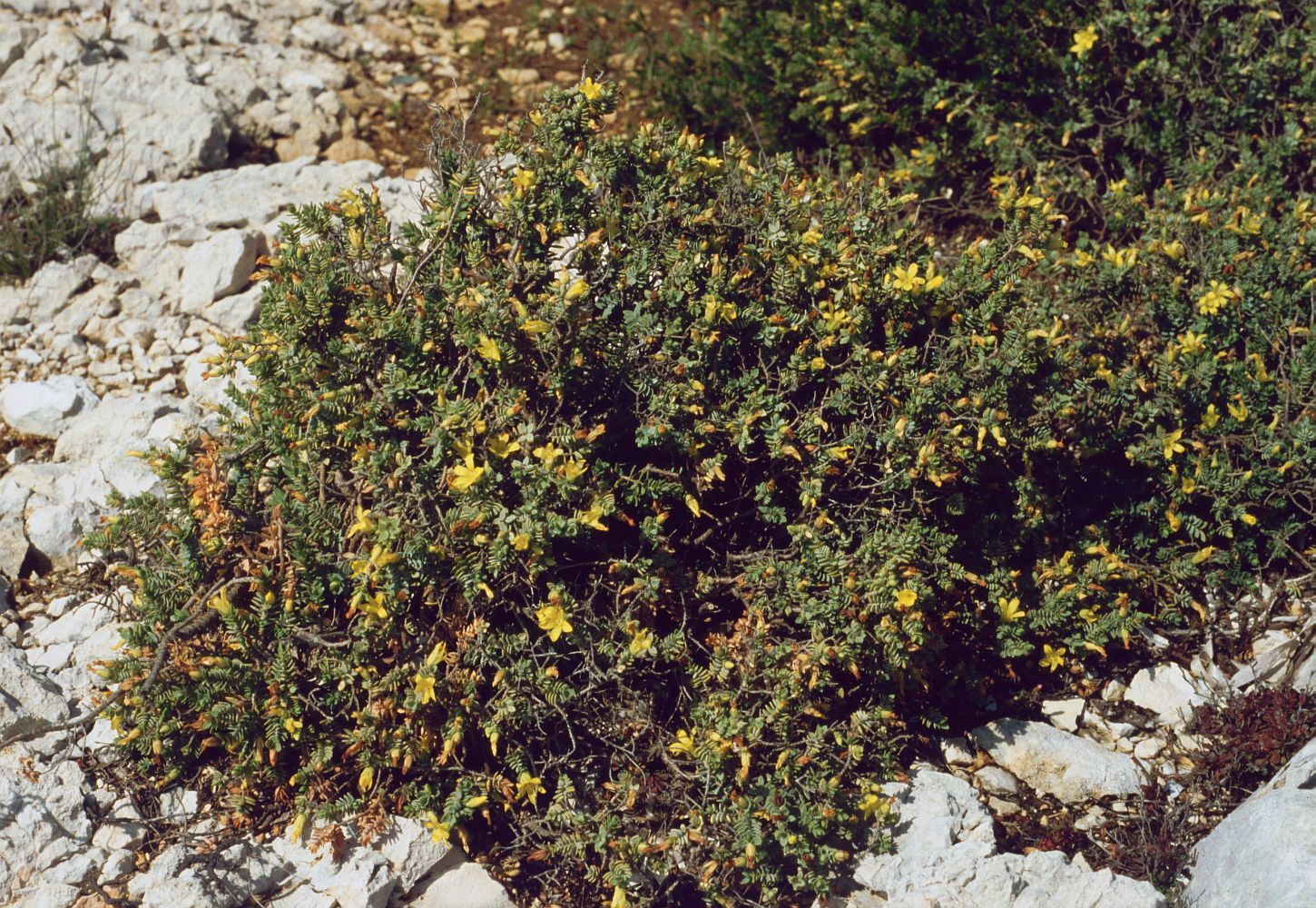
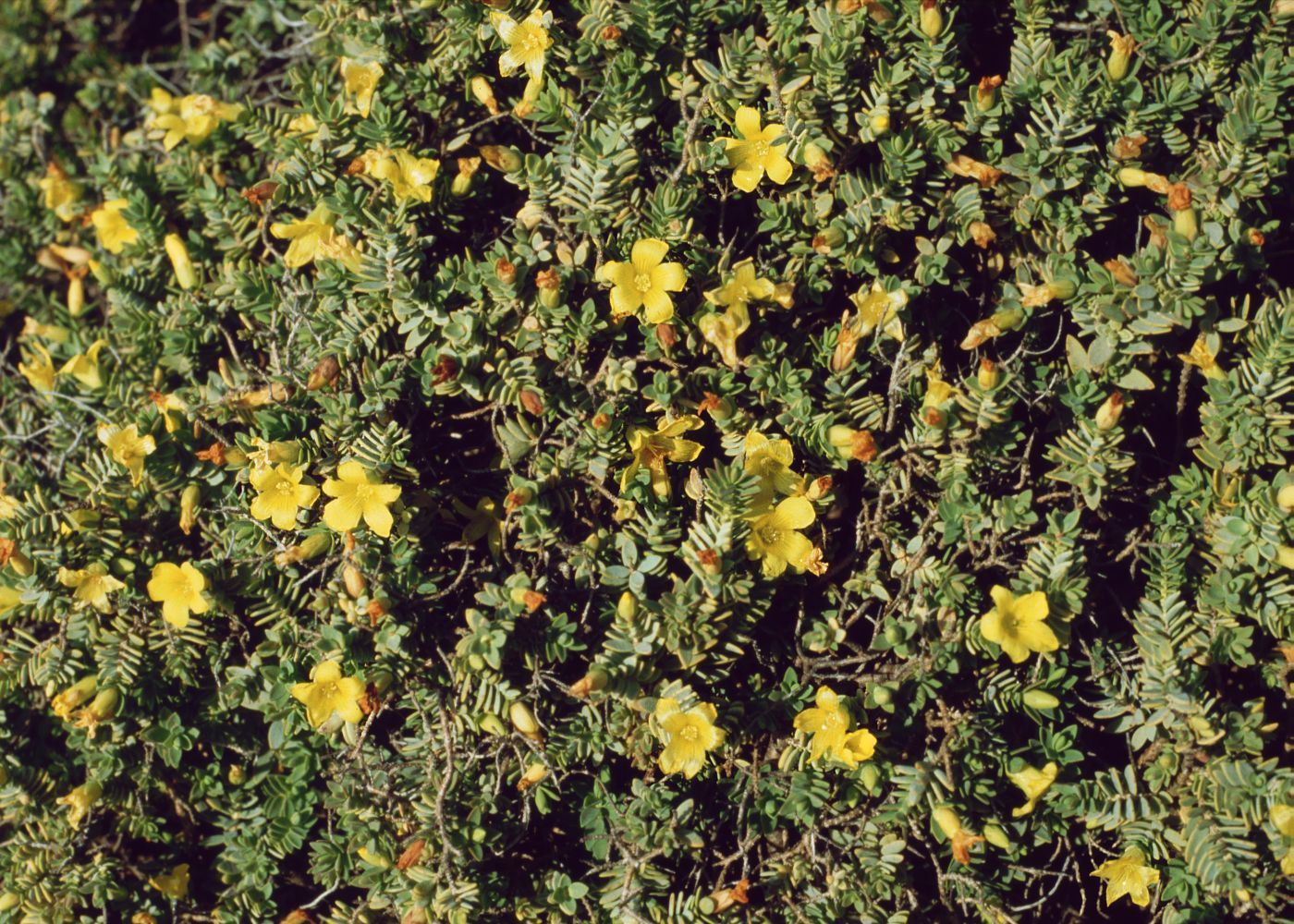
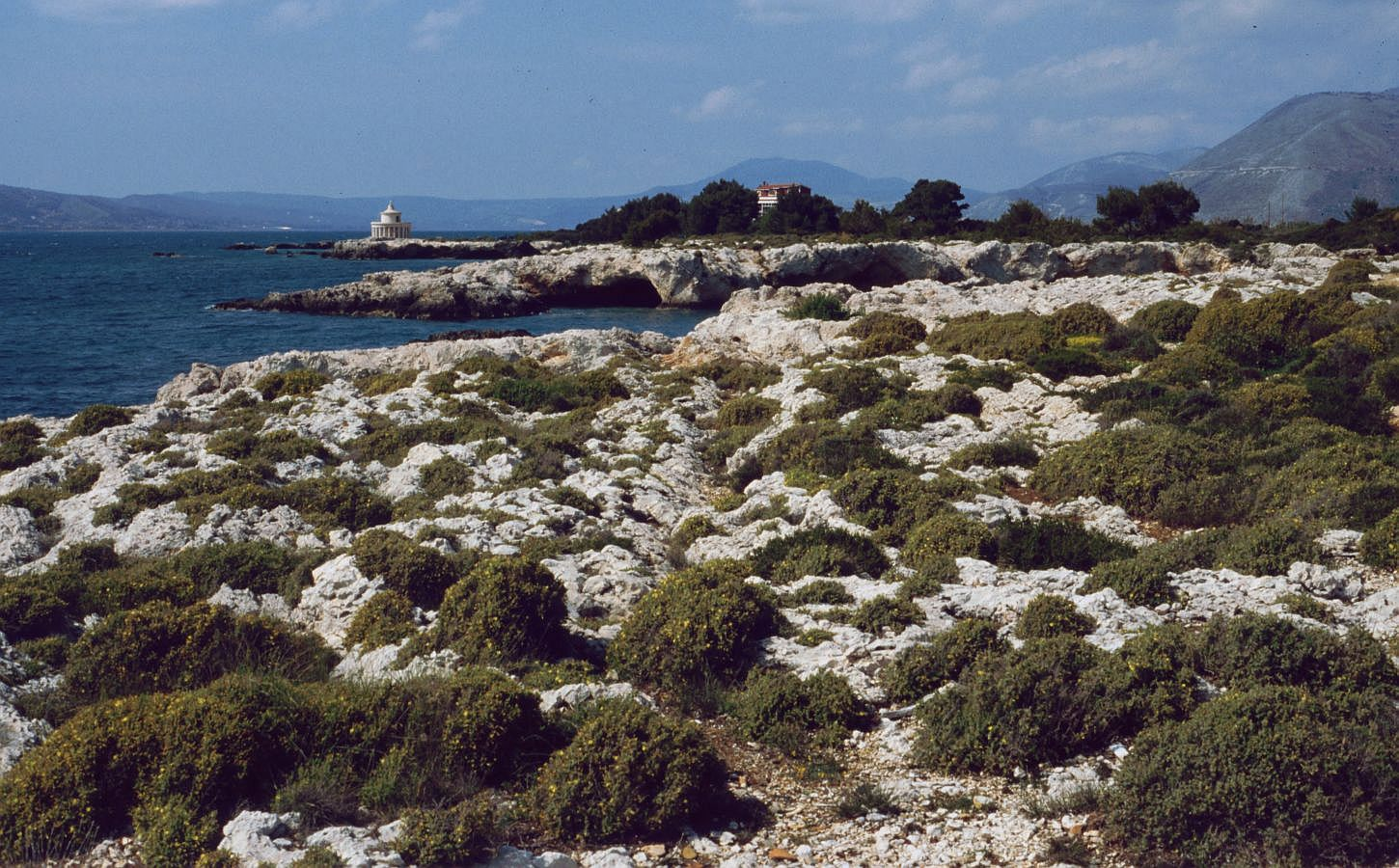
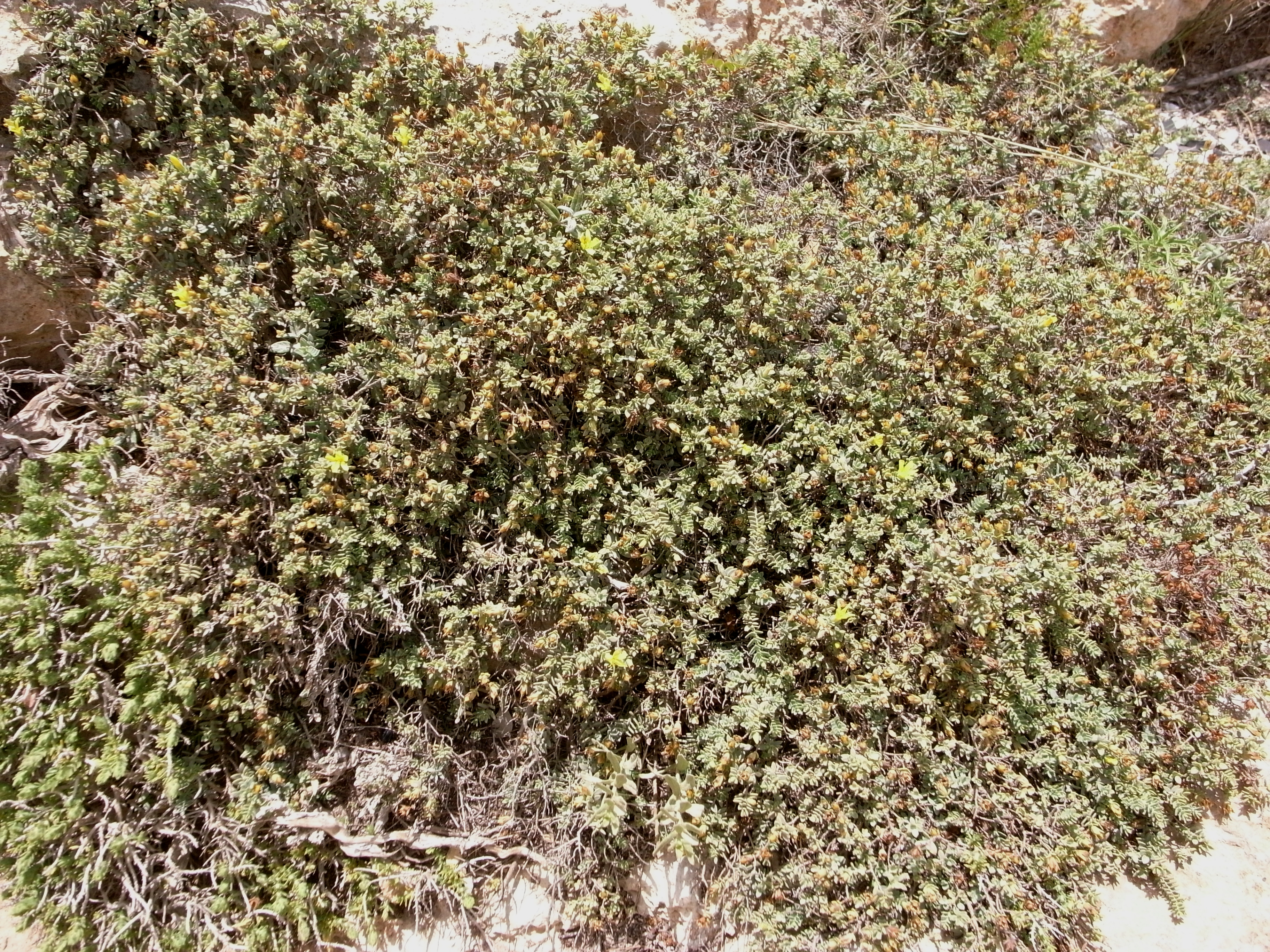
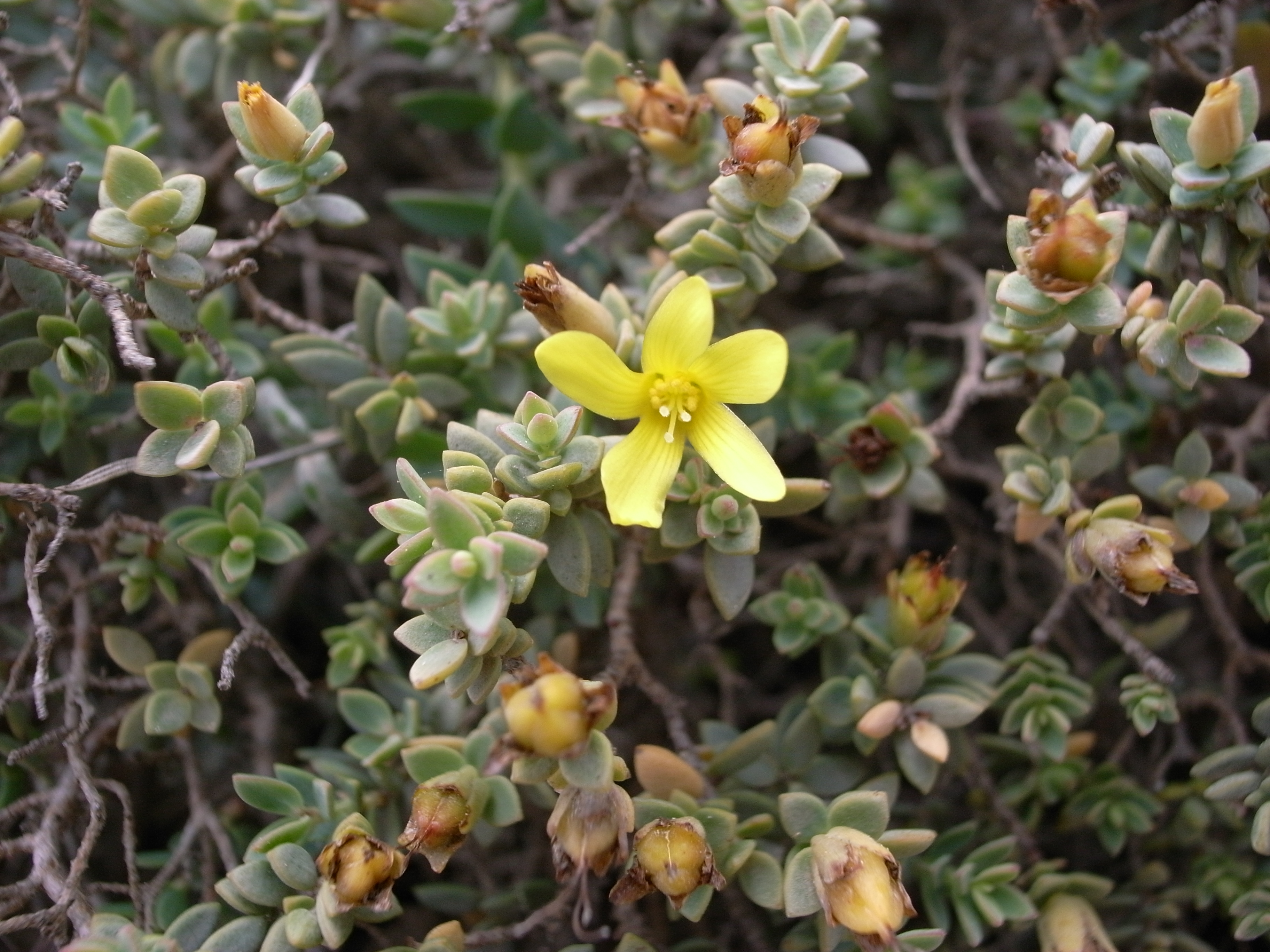
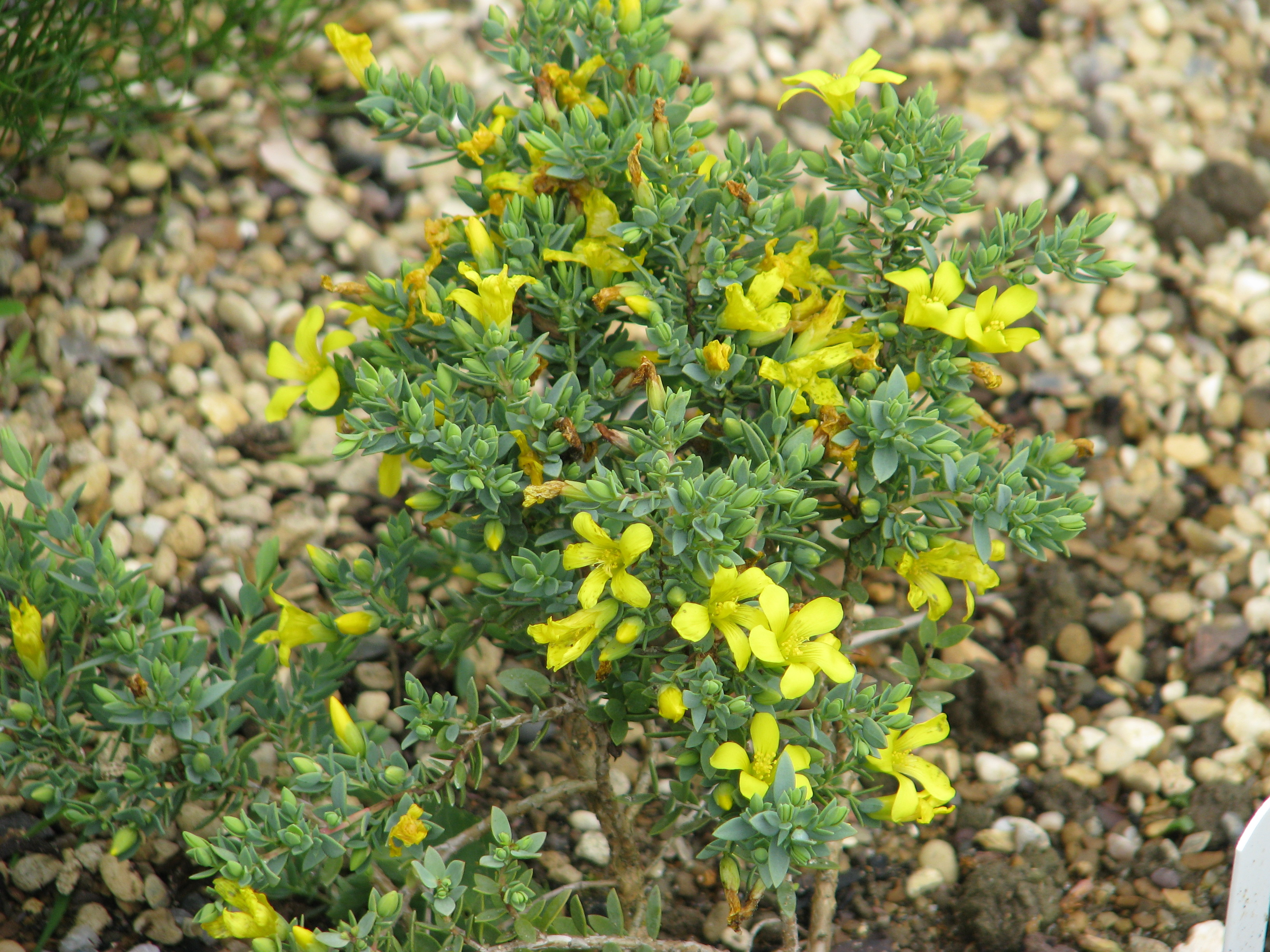